# Anders Schröder
Anders Erik Johannes Schröder, född 24 juni 1990 i Heliga Trefaldighets församling i Gävle, är en svensk politiker (miljöpartist), som var ordinarie riksdagsledamot 2014–2018, invald för Gävleborgs läns valkrets.
Schröder var från juni 2016 till september 2018 ledamot i Försvarsutskottet, samt suppleant i Utrikesutskottet. Från september 2014 till juni 2016 var han suppleant i Trafikutskottet samt Justitieutskottet och från september 2014 till september 2018 suppleant i Miljö- och jordbruksutskottet.

## Politiskt arbete
Schröder skapade debatt 2017 då han anordnade ett seminarium i riksdagen där frågan om legalisering av cannabis diskuterades. Schröder har också representerat Miljöpartiet i Försvarsberedningen från 2017 till 2019.